# Ходжабакирган
Ходжабакирган (Ходжабакырган, Ходжа-бакирган, кирг. Кожо-Бакырган-Сай, тадж. Хоҷабоқирғон, Козы-Багла, Козу-Баглан, кирг. Козу-Баглан), в верхнем течении Лейлек (Ляйляк, кирг. Лейлек) — река в Таджикистане и Кыргызстане, левый приток Сырдарьи. Длина 130 км. Площадь бассейна 1740 (2360) км².
Река берёт начало на северном склоне Туркестанского хребта в Кыргызстане, у южной границы с Таджикистаном, затем выходит в Ферганскую долину, где разбирается на орошение, оканчивается ирригационным веером, соединяющимся с Большим Ферганским каналом. Питание смешанное, в основном снеговое и ледниковое. Средний расход воды в 45 км от устья около 11 м³/сек. Основной сток с октября по февраль (около 50 %); наибольший расход — в июле. На Ходжабакиргане — водохранилище площадью 5,3 км² (используется для орошения).
Истоками Ходжабакиргана являются: Урям, Ашат, Кара-Суу (Кара-су) и Ак-Суу (Ак-су), постепенно соединяющиеся между собой и образующие два главных притока: левый река Лайли-Мазар (Ляйли-мазар) и правый река Джиты-купрюк. Слияние этих рек даёт в свою очередь начало реке Лейлек, которая представляет собой верхнее течение Ходжабакиргана. На протяжении примерно 24 км река Лейлек не имеет притоков и только около одноимённой крепости у села Коргон принимает в себя слева реку Сары-Кюнгей (Сары-кунгей, Джангакты), а справа — Кара-Суу (Кара-су). Этими притоками и заканчивается формирование реки Ходжабакирган.
Течёт по территории Лейлекского района Баткенской области, которому даёт название, на северо-запад вдоль хребта Белисынык. Пересекает государственную границу у киргизского села Кулунду и таджикского села Калача джамоата Овчикалача. Поворачивает на север. Протекает по территории Гафуровского района Согдийской области, южнее областного центра Худжанда поворачивает на запад, огибая с севера Дехмойскую возвышенность, и впадает в Сырдарью юго-западнее Худжанда.
Ходжабакирган питал своей водой знаменитые в Таджикской ССР колхозы-миллионеры Ленинабадского района, носившие имена Сталина и Ворошилова. Укрупнённый колхоз-миллионер им. Ворошилова объединил 22 мелких артели общей площадью около 11 тыс. га земли, из них под хлопчатник — 1913 га, под зерновыми культурами — 5500 га, садами и виноградниками — 1000 га, огородными и бахчевыми культурами — 180 га.